# الكويسكار
بلدية الكويسكار (بالإسبانية: Alcuéscar)‏، هي بلدية تقع في مقاطعة قصرش والتي تقع في منطقة إكستريمادورا، غرب إسبانيا.
يبلغ عدد سكانها 2.919 نسمة وفقاً لإحصائية سنة (2002).